# Iglesia de San Cristóbal (Salamanca)
La iglesia de San Cristóbal Ubicada en el casco antiguo de Salamanca, es un templo de estilo románico que ha sufrido varias modificaciones, la más importante en el siglo XVIII cuando se derrumbó la torre del campanario. La iglesia fue fundada en 1128 y perteneció a la Orden del Santo Sepulcro de Jerusalén, aunque por razones desconocidas fue destruida y en 1145 fue reconstruida por la Orden de San Juan, quien la administró hasta el siglo XIX. En el siglo XX, se convirtió en el colegio de San José, que funcionó hasta su cierre en 1960, quedando abandonado. Las obras de restauración comenzaron en 1991, cuando fue reabierta al público. 
La iglesia está construida con piedra arenisca de Villamayor, característica de la región de Salamanca. La entrada principal presenta un arco románico adornado con motivos geométricos y vegetales. Los capiteles están decorados con figuras humanas y animales, mientras que el interior, de decoración austera, está diseñado sólo para cumplir con las necesidades litúrgicas. 

## Contexto Histórico
Hasta la conquista de Toledo, Salamanca no tenía mucha población, y es en 1102 cuando empezó el repoblamiento. Son los toreses quienes se asientan en San Cristóbal y le dan dicho nombre, por ser cristianos. Al principio la repoblación no va a ser un éxito, y por eso se encomienda a las órdenes militares su repoblación. Se ha atribuido su origen a la orden de los caballeros de San Juan del hospital de Jerusalén que pusieron en marcha la construcción de esta iglesia en 1145. Otros autores aseguran que originalmente era de la orden del Santo Sepulcro pues se menciona en un documento de 1128, como una posesión de la orden del Santo Sepulcro de Jerusalén. Esta segunda teoría afirma que tras la disolución de la orden por el papa Inocencio VIII, fue entregada a la orden de San Juan de Jerusalén, a la cual perteneció hasta el siglo XIX.  
La iglesia fue sede canónica de la Hermandad de San José, asociación que tiene objetivos como el socorro mutuo y la penitencia. La iglesia se unirá en 1887 a la iglesia de Sancti Spíritus, eliminando así su función de parroquia. A principios del XX, la iglesia estaba casi derruida, llegando a caerse el techo en 1901. En 1918 empieza su reparación, y al año siguiente el obispo Alcolea decide establecer allí un colegio. Este se hace con el objetivo de frenar el protestantismo en la zona, y la escuela de la Iglesia de San Cristóbal siguió el sistema manjoniano. La iglesia de San Cristóbal pasó a llamarse el colegio de San José y fue dirigida por Antonio Blázquez Madrid. El colegio estuvo vigente hasta 1960, a partir del cual la iglesia quedaría abandonada hasta su restauración en 1991. En esta iglesia se instaló la escultura del fraile San Cristóbal en 1997, del escultor Valeraniano Fraile.

## Arquitectura
Construida principalmente con la característica piedra arenisca de Villamayor, su estructura original corresponde a un diseño romántico clásico. Su planta de cruz latina, con una sola nave, crucero marcado y cabecera triabsidal, se modificó en el siglo XIII, ampliando sus dimensiones. El uso de esta piedra local dota a la iglesia de una tonalidad dorada que armoniza con el entorno urbano de Salamanca. Las líneas arquitectónicas del edificio son sobrias, destacando el equilibrio entre funcionalidad y ornamentación.
Las bóvedas de piedra de la cabecera y el crucero contrastan con la techumbre de madera de la nave y el transepto, un elemento restaurado en el siglo XX para devolver su aspecto primitivo. Los tramos de la nave están delimitados por arcos apuntados que descansan sobre pilares con semicolumnas adosadas, cuyos capiteles presentan decoraciones de hojas, volutas y figuras zoomorfas y antropomorfas.
En su momento tenía una torre sobre la tribuna, a los pies de la iglesia que funcionaba como campanario. Sin embargo, se derrumbó en el siglo XVII; marcando una pérdida significativa en la estructura original. El derrumbe provocó la destrucción de la bóveda de crucería de la nave central que se sustituyó por una bóveda de medio cañón en el siglo XVIII. Finalmente en el XX se vuelve a la techumbre de madera que vemos ahora. 

### Interior
El interior de la iglesia es un espacio de recogimiento y austeridad, característico del románico. Destaca la cabecera, con su ábside central semicircular y las capillas laterales, cubiertas con bóvedas de cañón y de horno la central. La capilla del Evangelio se abre al crucero con un arco apuntado mientras que en la de la Epístola se abre con un arco de medio punto. El presbiterio, decorado con líneas de imposta ajedrezadas, organiza su espacio en dos tramos divididos por un arco fajón. Estas estructuras muestran un diseño geométrico sobrio, adecuado para el uso litúrgico y la funcionalidad del espacio.
Uno de los elementos más destacados del interior es la pila bautismal de piedra, una pieza funcional de formas simples, pero con gran simbolismo dentro del mobiliario litúrgico. Su diseño geométrico resalta la sobriedad propia del estilo románico.

### Exterior
El exterior de la iglesia exhibe el carácter monumental del románico mediante la articulación de volúmenes que reflejan su estructura interna. La cabecera triabsidal está dividida por pilastras que segmentan sus muros, decorados con líneas de imposta y canecillos. Estos últimos presentan una rica variedad de motivos, en el ábside central están los más toscos y antiguos con figuras antropomorfas y animales y elementos geométricos. En las capillas laterales y el transepto, los canecillos de diseño más tardío incluyen grupos de dos o tres cabezas grotescas y expresivas, algunas interpretadas como alusiones a la lucha contra el islam, integrando un trasfondo ideológico medieval en la ornamentación.
La ábside central posee un zócalo de sillería y se asienta sobre un afloramiento rocoso en la que se excavó una necrópolis de tumbas antropomorfas, algunas todavía visibles hoy en día desde el interior de esta capilla mayor. 
La portada principal, con su arco de medio punto y arquivoltas decoradas con motivos geométricos y vegetales, es una obra maestra de la escultura románica. Los capiteles que flanquean la portada combinan figuras humanas y animales en composiciones que sugieren un diálogo entre lo arquitectónico y lo narrativo.

### El Cristo de los Carboneros
Dentro del mobiliario artístico, destaca el "Cristo de los Carboneros", una talla románica de madera policromada datada entre finales del siglo XII e inicios del XIII. Esta obra representa a Cristo crucificado con un tratamiento geométrico y esquemático en el torso, enfatizando la simplicidad y la solemnidad. Los brazos extendidos y el rostro sereno, de ojos cerrados, transmiten una visión teológica alejada del sufrimiento, propia del románico. Aunque la corona de espinas original está perdida, el paño de pureza o perizonium, sujeto por un cinturón, conserva detalles que refuerzan su simbolismo.

### Ajuar Litúrgico y Decorativo
El ajuar litúrgico de la iglesia incluye piezas de gran valor histórico, como el altar mayor dedicado a San Cristóbal y otros dedicados al Santo Sepulcro, Santa Quiteria y la Virgen. Elementos como un órgano, relieves de piedra policromados y diversas alhajas contribuyen al enriquecimiento del espacio. Destaca un altorrelieve en la capilla de la Epístola, obra de Pedro Hernández (1624), que representa la escena del Santo Sepulcro, rodeada de figuras bíblicas como la Virgen María, María Magdalena y San Juan. Este conjunto escultórico refleja un enfoque renacentista en la composición y el detalle.  
Destacan también en el sagrario dos relieves de piedra posiblemente del siglo XV. En el superior una estructura enmarca a la Virgen María sujetando a Cristo tras el descenso y San Juan en segundo plano, y en el inferior un arco trilobulado con un emblema heráldico por encima. 